# محمد رفیع (نظامی)

محمد رفیع (وسط) در کنار ببرک کارمل (چپ)، چهارمین رئیس‌جمهور افغانستان

تورن جنرال محمد رفیع (متولد ۱۹۴۶) عضو دفتر سیاسی و معاون نخست وزارت دفاع افغانستان بود. وی از سال ۱۹۷۹ تا ۱۹۸۴ و ۱۹۸۶ تا ۱۹۸۸ به عنوان وزیر دفاع جمهوری دموکراتیک افغانستان خدمت کرد. محمد رفیع در انتخابات ۱۹۸۸ یکی از معاونان رئیس جمهور محمد نجیب‌الله بود.